# 김예은 (1989년)
김예은(1989년 2월 16일~ )은 대한민국의 배우이다.

## 학력
- 부흥고등학교 (졸업)
- 서울여자대학교 시각디자인학과 (졸업)

## 출연작

### 영화
- 《고백 한 잔》 (2009년)
- 《오리엔테이션》 (2013년) - 정은 역
- 《오늘 너는》 (2013년) - 반장 역
- 《잭보이》 (2014년)
- 《쉬는 시간》 (2014년) - 담임 역
- 《그 밤의 술맛》 (2014년) - 정현지 역
- 《그날 밤》 (2014년)
- 《표정들》 (2014년) - 재경 역
- 《암살》 (2015년) - 치과 간호사 역
- 《퇴마: 무녀굴》 (2015년) - 젊은 돌순어멍 역
- 《출사》 (2015년)
- 《일어나기》 (2015년) - 경은 역
- 《은하비디오》 (2015년) - 은하 역
- 《겨울꿈》 (2015년)
- 《연애영화》 (2015년) - 여자 역
- 《양치기들》 (2016년) - 미진 역
- 《군함도》 (2017년) - 명월관 기생 역
- 《야간근무》 (2017년) - 연희 역 (단편영화)
- 《당신도 주성치를 좋아하시나요?》 (2017년) - 전 여친 역(목소리 출연) (단편영화)
- 《갈 수 없는 나라》 (2017년) - 선희 역
- 《옥상에 호랑이》 (2017년) - 주인집 딸 역
- 《환절기》 (2018년) - 지연 역
- 《너는 결코 서둘지 마라》(2018년) - 20대 효진 역
- 《소공녀》(2018년) - 재경 역
- 《호랑이보다 무서운 겨울손님》 (2018년) - 자살 손님 역
- 《너와 극장에서》 (2018년) - 선미 역
- 《기억 아래로의 기억》 (2018년) - 이유경 역 (단편영화)
- 《항거: 유관순 이야기》 (2019년) - 권애라 역
- 《타짜: 원 아이드 잭》 (2019년) - 준이엄마 역
- 《비에 젖은 나방》 (2019년) - 현경 역 (단편영화)
- 《구의역 3번 출구》 (2019년) - 선희 역 (단편영화)
- 《프랑스여자》 (2020년) - 수희 역
- 《어게인》 (2020년) - 조연주 역
- 《굿 마더》 (2020년) - 지수 역 (단편영화)
- 《오! 문희》 (2020년) - 한재숙 역
- 《마음 울적한 날엔》 (2020년) - 심희 역
- 《생각의 여름》 (2021년) - 현실 역
- 《당신은 믿지 않겠지만》 (2021년)
- 《특송》 (2022년) - 지선 역
- 《브로커》 (2022년) - 임씨의 아내 역
- 《올빼미》 (2022년) - 서상궁 역
- 《귀울음》 (2022년) - 진희 역
- 《엄마의 땅 : 그리샤와 숲의 주인》 (2023년) - 슈라 역 (목소리 출연)
- 《콘크리트 유토피아》 (2023년) - 동거녀 역

### 드라마
- 《S라인》 (2025년, Wavve) - 준희 역 (특별출연)
- 《견우와 선녀》 (2025년, tvN) - 아기령의 어머니 역
- 《레이스》 (2023년, Disney+) - 허은 역
- 《이브》 (2022년, tvN) - 여지희 역
- 《소년비행 2》 (2022년, Seezn) - 최성경 역
- 《소년비행》 (2022년, Seezn) - 최성경 역
- 《커피 한잔 할까요?》 (2021년, 카카오TV) - 안미나 역
- 《홈타운》 (2021년, tvN) - 최경주 역
- 《미치지 않고서야》 (2021년, MBC) - 오혜연 역
- 《킹덤》 (2019년, Netflix) - 지율헌의 의녀 역
- 《드라마 스테이지 - 물비늘》 (2018년, tvN) - 윤슬 역

### 연극
- 《러브 & 머니》
- 《불꽃아가씨 선발대회》
- 《풍악을 울려라!》
- 《햄릿 업데이트》
- 《철로》
- 《마음의 범죄》

## 수상
- 2015년 제16회 대구단편영화제 연기상
- 2015년 제5회 충무로단편영화제 청년, 대학생부문 여자연기상